# USS Wahoo (SS-238)
Pour les autres navires du même nom, voir USS Wahoo.
L'USS Wahoo (SS-238) est un sous-marin de classe Gato construit en 1942 par l'United States Navy. Mis en service après l'entrée en guerre des États-Unis, il devient populaire sous les ordres du commandant Dudley W. Morton (en) qui mène une campagne efficace contre les navires japonais. Il est coulé en octobre 1943.
Une partie des campagnes et actions du Wahoo fut relatée par J.F. Sterling, qui servit à bord avant sa disparition, sous le titre Wake of Wahoo . Une version française intégrale fut publiée sous le titre Glorieux Wahoo et une version destinée à la jeunesse parut dans la Bibliothèque Verte sous le titre Le sous-marin de la dernière chance.

## Histoire
Le 11 octobre à 08:30, alors sur le chemin du retour et franchissant le détroit de La Pérouse en surface, Wahoo est pris à partie par une batterie côtière de 6", installée sur le promontoire de Soya Misaki. Morton plonge. Le commandant de la batterie appelle un soutien aérien. Une heure plus tard, trois hydravions Aichi E13A1 "Jake" venant de Wakkanai arrivent sur zone et larguent 6 charges de profondeur à l'emplacement d'une large nappe de fuel. A midi, le chasseur de sous-marins CH-15 arrive à son tour et en deux passes largue à son tour 16 grenades. Parmi les débris projetés par des explosions apparaît un objet qui ressemble à la pale d'hélice de sous-marin. A 12:18, CH-15 largue une ultime charge, puis passe la main au CH-43 et au dragueur de mines auxiliaire W-18. À la suite de ces attaques, USS Wahoo est coulé corps et biens par 45°13N - 141°56E.[réf. nécessaire]